# Edgar Salli
Edgard Nicaise Constant Salli (Garoua, 17 augustus 1992) is een Kameroens voormalig voetballer die doorgaans speelde als vleugelaanvaller. Tussen 2009 en 2023 was hij actief voor Cotonsport Garoua, AS Monaco, RC Lens, Académica, FC St. Gallen, 1. FC Nürnberg, Sepsi SG en Olympiakos Nicosia. Salli maakte in 2011 zijn debuut in het Kameroens voetbalelftal en kwam uiteindelijk tot negenendertig interlandoptredens.

## Carrière
Salli speelde bij Ngaoundéré en Cotonsport Garoua in zijn vaderland Kameroen, voordat hij in 2011 naar AS Monaco vertrok. Hij tekende voor drie jaar in de Franse havenstad, waar hij na de degradatie in de Ligue 2 zou gaan spelen. Op 1 augustus 2011 maakte hij zijn debuut tijdens een 0-0 gelijkspel tegen US Boulogne. Drie weken later scoorde hij zijn eerste doelpunt tegen Amiens SC (1-1). Salli speelde dit seizoen 31 wedstrijden en hij scoorde vijf keer. Tijdens het seizoen 2012/13 speelde de aanvaller vooral bij de reserves en hij kwam slechts één keer in actie voor het eerste elftal, dat promotie naar de Ligue 1 afdwong. Op 23 juli 2013 werd Salli voor één seizoen verhuurd aan RC Lens. Na verdere verhuurperiodes bij Académica en FC St. Gallen vertrok hij definitief, naar 1. FC Nürnberg. Na een jaar bij Sepsi SG tekende Salli in 2020 voor Olympiakos Nicosia. In juli 2023 zette Salli op dertigjarige leeftijd een punt achter zijn actieve loopbaan.